# Lippija torony
A  Lippija torony (máltaiul:  Torri ta' Lippija ), más néven  Ġnejna torony (máltaiul: Torri tal-Ġnejna ) kis őrtorony Máltán, Mġarr határán, a Ġnejnai-öbölben. Egyike azoknak az erődtornyoknak, amelyeket az 57. máltai nagymester építtetett a szigetek partvédelmi hálózatának részeként. Ez a legelső Lascaris-torony, 1637-ben készült el, tervezője Vincenzo Maculani olasz építész volt. 2003-ban restaurálták, jó állapotban van.

## Története
A Lippija torony Málta északnyugati partján, a Wardija gerinc szélén egy középkori őrhely helyére épült, Jean-Paul de Lascaris-Castellar nagymester magisztrátusa idején 1637-ben. Vincenzo Maculani olasz építész tervezte, az építés költségeit pedig maga a nagymester finanszírozta. A toronytól látótávolságra két további erődített őrtorony épült ugyanebben az évben, a Għajn Tuffieħa- és a Nadur tornyok.

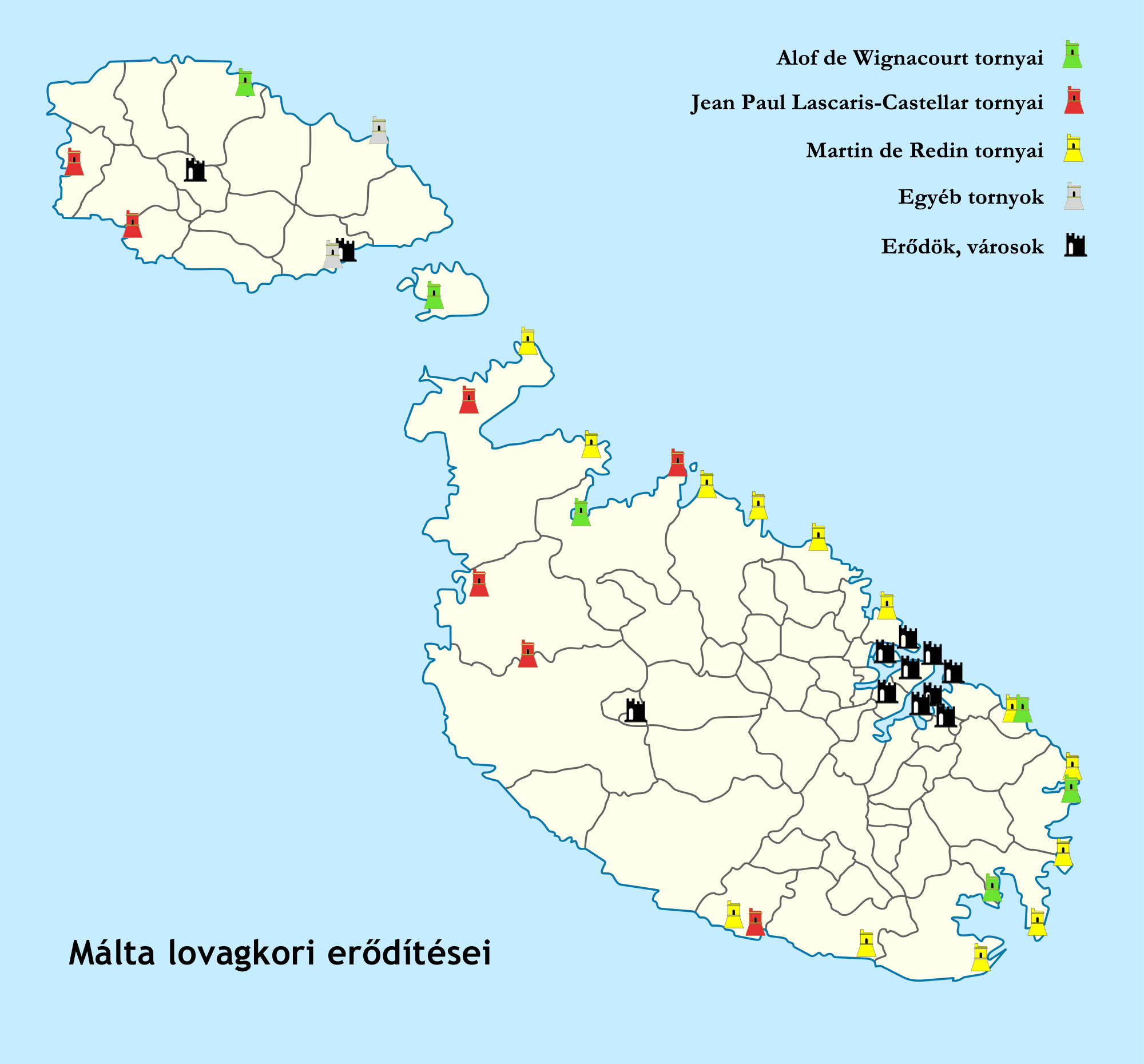
Málta 1530–1798 között épült partvédelmi rendszere

A máltai lovagrend hajóflottája a 16. századtól a “szent háború” jegyében egyfelől rendészeti feladatokat látott el és rendszeresen járőrözött a Máltai-szorosban, a Tirrén-tengeren, Szicília körül, és az Adria bejáratánál, védve a partvidékeket a portyázóktól és berberektől; másfelől viszont – ahogyan már rodoszi korszakukban is –, a lovagok maguk is rendszeresen hajtottak végre kalózakciókat az oszmán és az észak-afrikai vizeken. Egy lehetséges támadás ellen a partvonal állandó őrzése és a partraszállás megakadályozása jelenthetett megoldást. A máltaiak nagyszabású védelmi rendszeréhez Lascaris nagymester összesen kilenc, azonos kialakítású kis tornyot építtetett. A tornyok feladata az volt, hogy őrhelyként működjenek: riasszák a helyőrséget és figyelmeztető lövéseket adjanak le a közelgő ellenségre. A tornyok a máltai szigetek partvédelmi hálózatának részeként éjjel tűz-, nappal füstjelekkel kommunikáltak egymással és a többi erődítménnyel.
A Lippija torony formailag meghatározza a többi, ennek mintájára épített Lascaris-tornyot: alaprajza négyzetes, 6x6 méteres, 11 méter magas, kétszintes, lapostetős, amelyen mellvéd fut körbe. A belső tér két emeletes, a bejárat a szárazföld felőli oldalon, a felső emeleten nyílik, ahová eredetileg csak létrán vagy kötélhágcsón lehetett feljutni. Az alsó emelet ablaktalan, valószínűleg raktárként használták, a középső emeleten volt az őrhely és a katonák lakótere. A tetőre csigalépcső vezet.
A 2000-es évek elejére a Lippija torony elhagyatott volt és az összeomlás veszélye fenyegette. 2003-ban az Erőforrás- és Infrastrukturális Minisztérium restaurálta, jelenleg jó állapotban van.

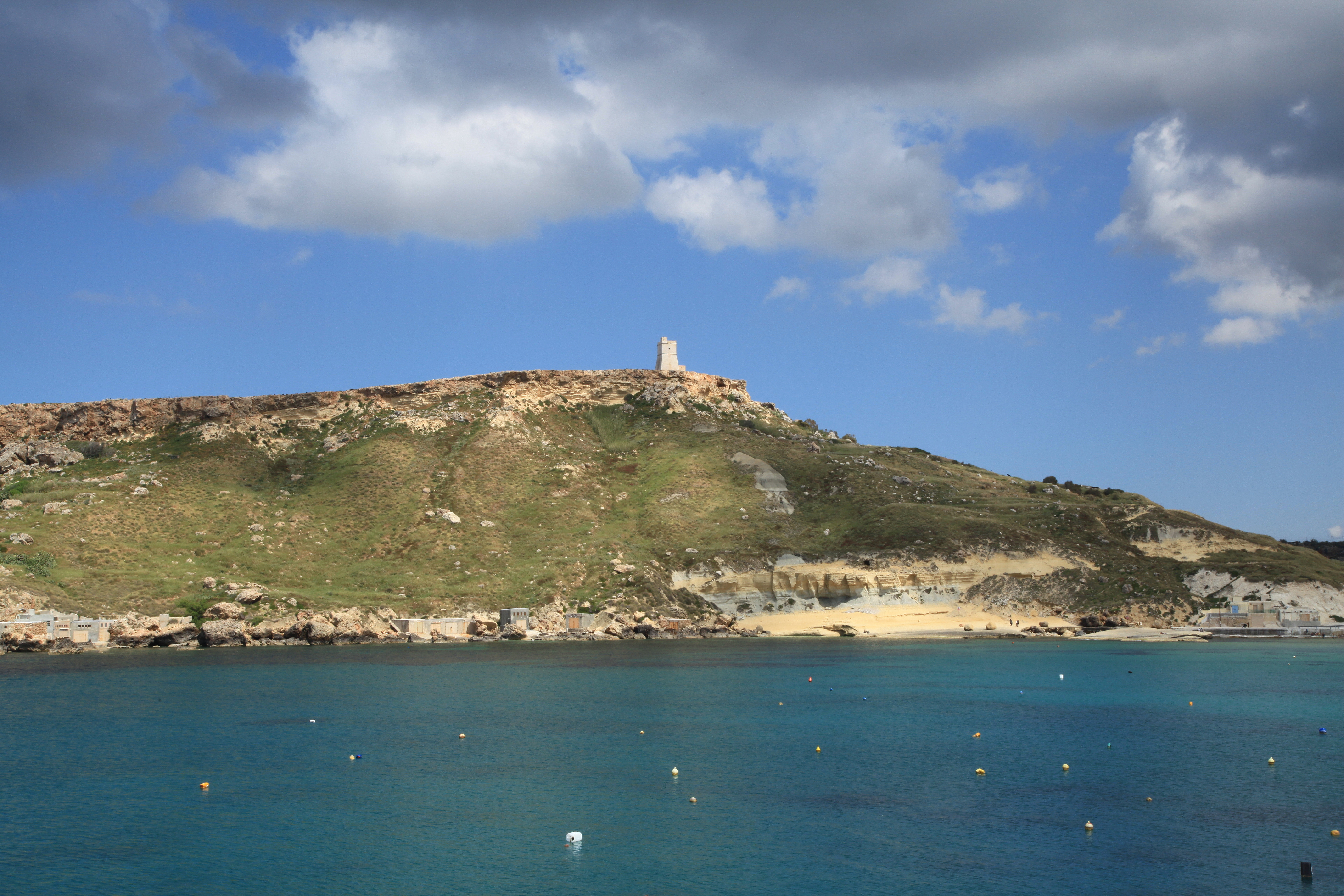
A torony látképe a Ġnejnai-öbölből
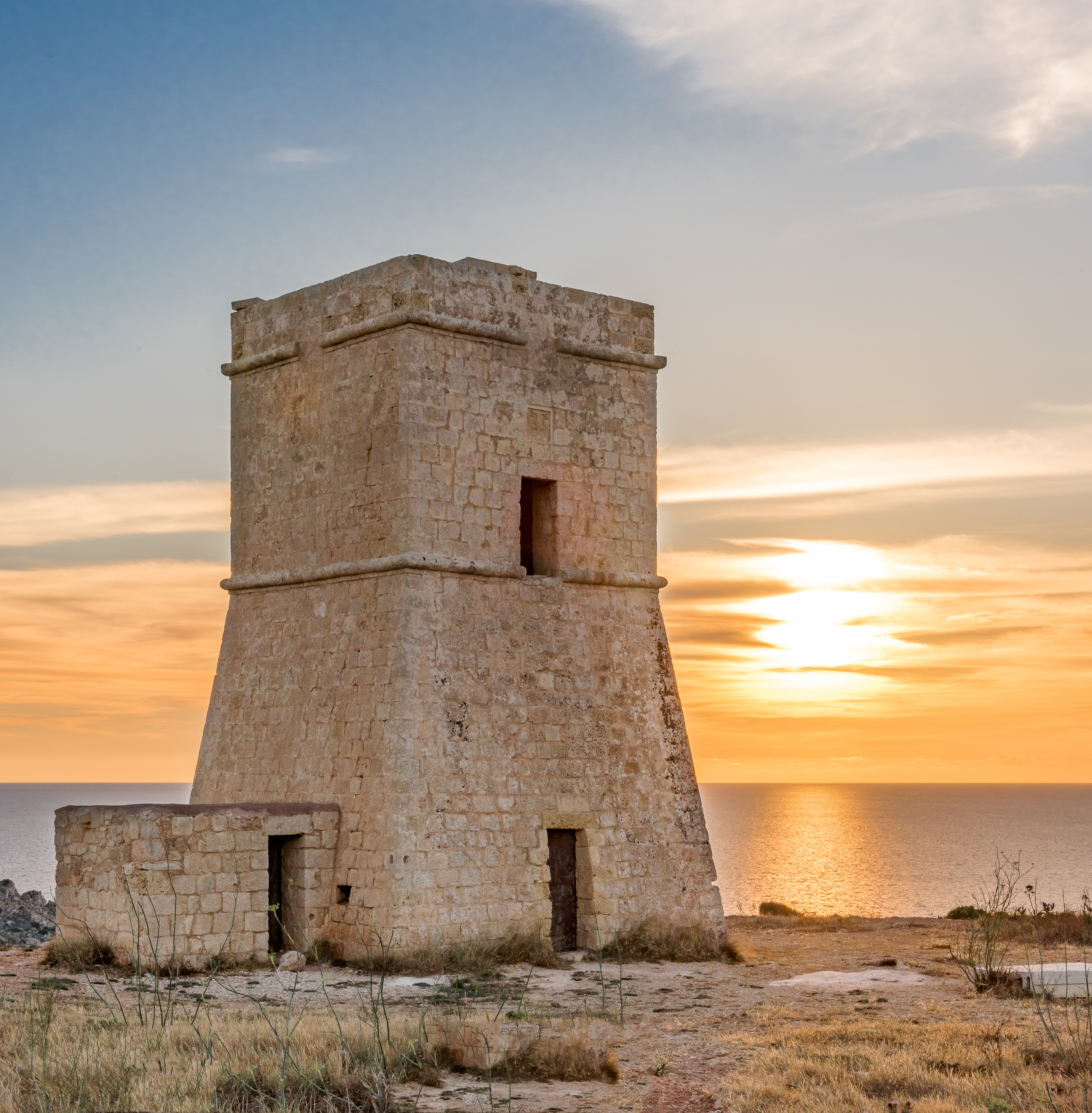
A Lippija torony közelebbről,
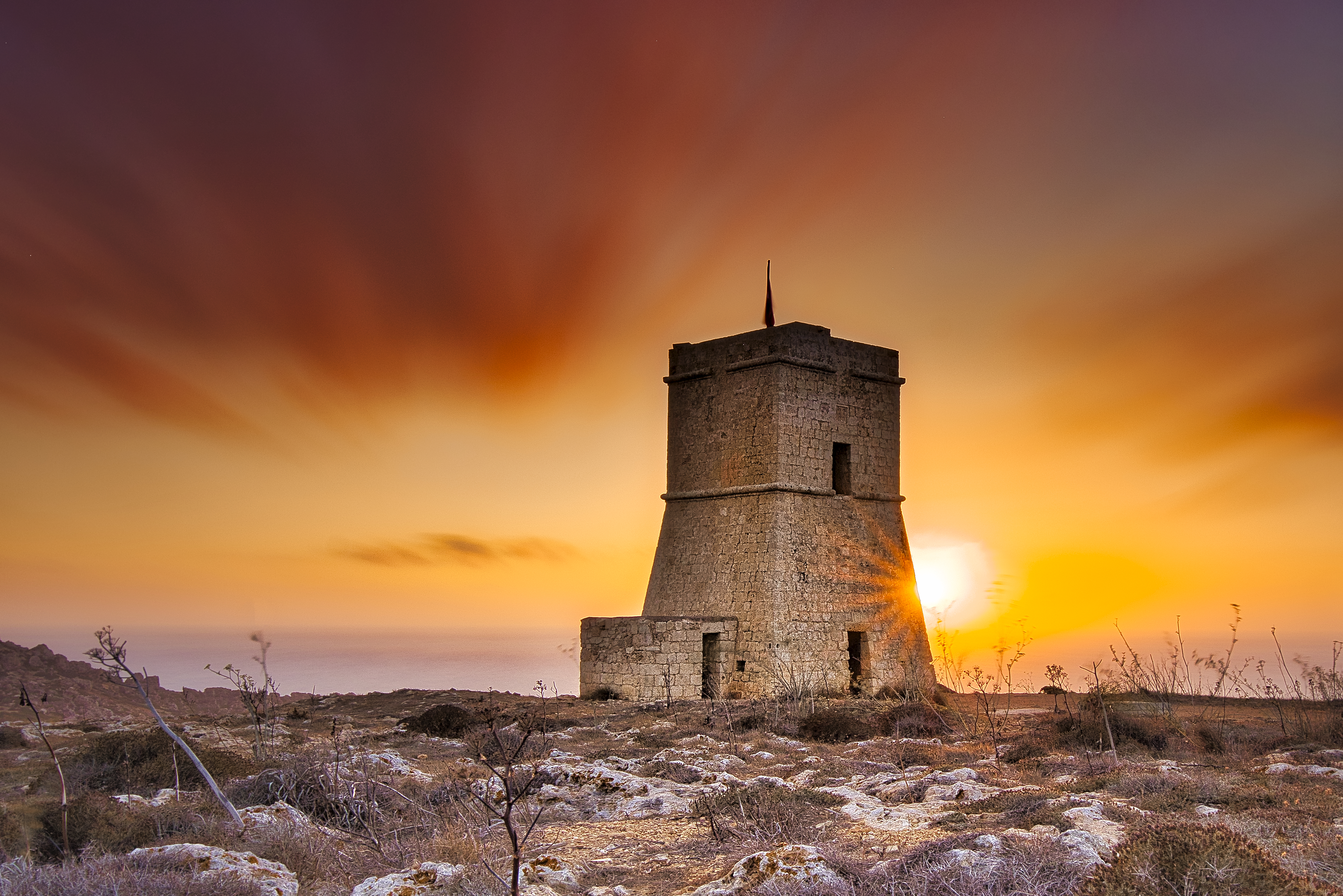
és napnyugtakor

## Fordítás
Ez a szócikk részben vagy egészben  a   Lippija Tower című angol Wikipédia-szócikk fordításán alapul.  Az eredeti cikk szerkesztőit annak laptörténete sorolja fel. Ez a jelzés csupán a megfogalmazás eredetét és a szerzői jogokat jelzi, nem szolgál a cikkben szereplő információk forrásmegjelöléseként.

## Külső hivatkozások
- A máltai szigetek kulturális javainak nemzeti jegyzéke